# ملكة جمال العالم 1974
ملكة جمال العالم عام 1974 هي مسابقة ملكة جمال العالم الرابعة والعشرين في تاريخ مسابقة ملكة جمال العالم منذ انطلاقتها عام 1951، عقدت في 22 نوفمبر 1974 في قاعة ألبرت الملكية في لندن ، المملكة المتحدة. تمت مشاهدة الحدث من قبل ما يقدر بنحو 30 مليون شخص، تم بثه على نطاق واسع" على شبكة تلفزيون أي بي سي ، في نهاية الحدث توجت هيلين مورغان من المملكة المتحدة من قبل السيدة جوليا مورلي، لتصبح ثاني سيدة من ويلز ورابع سيدة من المملكة المتحدة تفوز باللقب. على الرغم من أنه كان معروفاً للمنظمين في الوقت الذي توجت فيه ملكة جمال ويلز وكانت منفتحة تمامًا بشأن هذه القضية مع وسائل الإعلام، استقالت مورغان بعد أربعة أيام بسبب الضغط الشديد والاهتمام الإعلامي بأن لديها طفلًا كأم عزباء. أجرت زوجة والد الطفل العديد من المقابلات الإعلامية في الساعات التي أعقبت المسابقة، مما أدى إلى ظهور عناوين رئيسية سلبية للغاية ومخيفة. كانت مورغان أول حاملة لقب ملكة جمال العالم تستقيل رسميًا، والثانية لم تنهي فترة حكمها كملكة جمال العالم، بعد مارجوري والاس في عام 1973.
مثلت مورغان ويلز في مسابقة ملكة جمال الكون 1974 في وقت سابق من ذلك العام وحصلت على المركز الثاني للفائز النهائي أمبارو مونيوز من إسبانيا. عندما تخلت مونيوز عن لقب ملكة جمال الكون في وقت لاحق من ذلك العام، كانت مورغان قد خرجت من دورها كأم، وبالتالي فهي غير مؤهلة لخلافة مونيوز كملكة جمال الكون. لم يتم استبدال مونيوز بأي من الوصيفين الآخرين.
توجت أنلين كرييل من جنوب إفريقيا بلقب ملكة جمال العالم الجديدة بعد استقالة مورغان. هذه هي المرة الثانية التي تفوز فيها جنوب افريقيا بلقب ملكة جمال العالم.

## النتائج

### المراكز النهائية

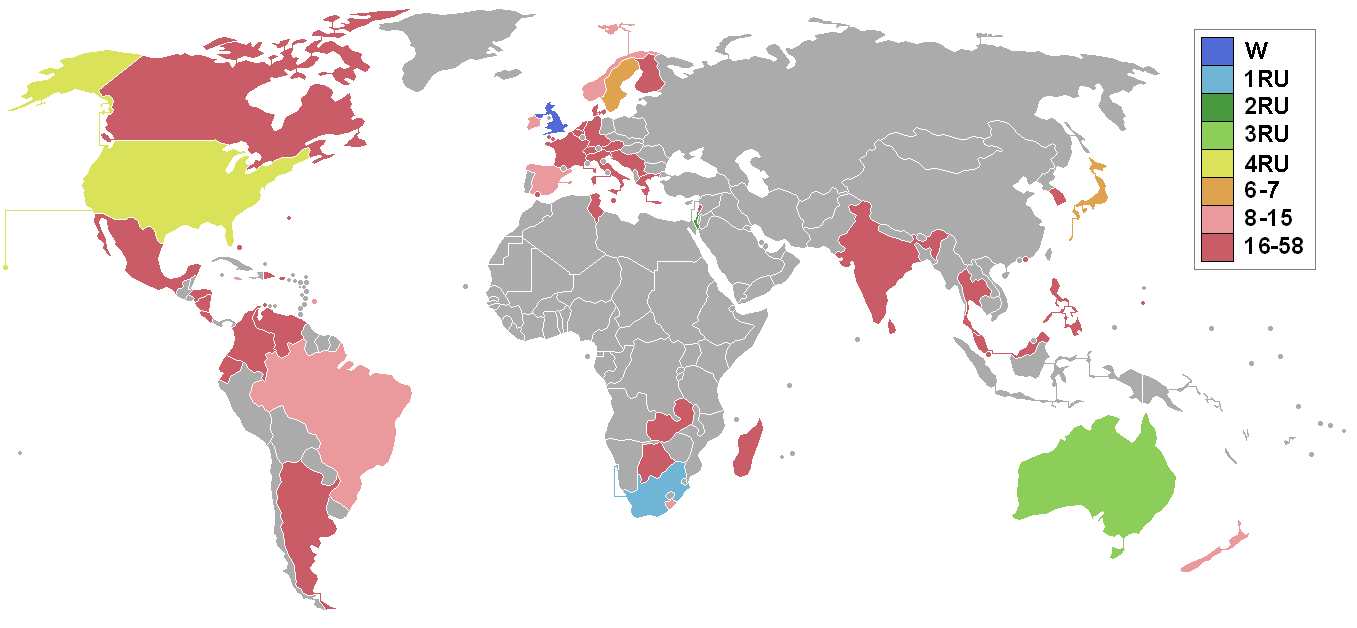
البلدان والأقاليم التي أرسلت المندوبين والنتائج لملكة جمال العالم 1974

| النتائج النهائية      | المتنافسة |
| --------------------- | --- |
| ملكة جمال العالم 1974 | - المملكة المتحدة - هيلين مورغان (استقالة من منصبها) |
| الوصيفة الأولى        | - جنوب أفريقيا - أنيلين كريل (خلفتها) |
| الوصيفة الثانية       | - إسرائيل - ليا كلاين |
| الوصيفة الثالثة       | - أستراليا - غيل مارغريت بيتيث |
| الوصيفة الرابعة       | - الولايات المتحدة - تيري آن براوننغ |
| الوصيفة الخامسة       | - السويد - جيل ليندكفيست |
| الوصيفة السادسة       | - اليابان - شيكاكو شيما |
| أفضل 15               | - جنوب أفريقيا - إيفلين بيغي ويليامز - باربادوس - ليندا إيفون فيلد - البرازيل - ماريزا سومر - أيرلندا - جولي آن فرنهام - جامايكا - أندريا ليون - نيوزيلندا - سو نيكولسون - النرويج - توريل ماريان لارسن - أسبانيا - ناتيفيداد رودريغيز |

## المتسابقات
- الأرجنتين - سارة باربيري
- أروبا - إستير أنجيلي لويزا مارج
- أستراليا - جيل مارجريت بيتيث
- النمسا - إيفلين إنجليدير
- البهاما - مونيك بيتي كوبر
- باربادوس - ليندا إيفون فيلد
- بلجيكا - آن ماري صوفي سيكورسكي
- برمودا - جويس آن دي روزا
- بوتسوانا - روزماري موليتي
- البرازيل - ماريزا سومر
- كندا - ساندرا مارغريت إميلي كامبل
- كولومبيا - لوز ماريا أوسوريو فرنانديز
- كوستاريكا - روز ماري ليبرادي كوتو
- الدنمارك - جين مولر
- جمهورية الدومينيكان - جيزيل سكانلون جرولون
- الإكوادور - سيلفيا أورورا خورادو إسترادا
- فنلندا - ميرجا تالفيكي إكمان
- فرنسا - إيدنا تيبافا
- ألمانيا - سابرينا إرلمير
- جبل طارق - باتريشيا أورفيلا
- اليونان - يفغينيا دافني
- غوام - روزماري بابلو لاغونا
- غيرنزي - جينا إليزابيث آن أتكينسون
- هولندا - جيراردا صوفيا بالم
- هندوراس - ليزلي سويز راميريز
- هونغ كونغ - جودي دينيس أنيتا ديركين
- الهند - كيران دولاكيا
- أيرلندا - جولي آن فارنام
- إسرائيل - ليا كلاين
- إيطاليا - زيرا زوتشيدو
- جامايكا - أندريا ليون
- اليابان - تشيكاكو شيما
- جيرسي - كريستين مارجوري سانغان
- كوريا - شيم كيونغ سوك
- لبنان - جيزيل هاشم
- مدغشقر - راوبلينا هاريسوا
- ماليزيا - شيرلي تان
- مالطا - ماري لويس إل
- المكسيك - غوادالوبي ديل كارمن إلورياغا فالديس
- نيوزيلندا - سو نيكلسون
- نيكاراغوا - فرانسيس دوارتي دي ليون تابيا
- النرويج - توريل ماريان لارسن
- الفلبين - أغنيس بينيسانو روستيا
- بورتوريكو - لويدا يونيس فالي بلاس ماتشادو
- سنغافورة - فاليري أوه تشون ليان
- جنوب أفريقيا - أنيلين كرييل
- إفريقيا الجنوبية - إيفلين بيجي ويليامز
- إسبانيا - ناتيفيداد رودريغيز فوينتيس
- سريلانكا - فينوديني روشانارا جايسكيرا
- السويد - جيل ليندكفيست
- سويسرا - أستريد ماريا انجست
- تايلند - أورن جير تشايساترا
- تونس - زهرة كحليفي
- المملكة المتحدة - هيلين إليزابيث مورغان
- الولايات المتحدة - تيري آن براوننج
- فنزويلا - أليسيا ريفاس سيرانو
- يوغوسلافيا - جادرانكا بانجاك
- زامبيا - كريستين مونكومبوي

## الروابط الخارجية
- موقع ملكة جمال العالم الرسمي